# Cambremer
Cambremer est une commune française, située dans le département du Calvados en région Normandie, peuplée de 1 307 habitants.

## Géographie

### Localisation
Cambremer se situe au cœur du pays d'Auge, entre Lisieux et Caen.
| Rumesnil              | Léaupartie Montreuil-en-Auge                     | Saint-Ouen-le-Pin |
| Victot-Pontfol        | Cambremer                                        |                   |
| Saint-Laurent-du-Mont | Crèvecœur-en-Auge Notre-Dame-de-Livaye Monteille | La Houblonnière   |

### Hydrographie
La commune est située dans le bassin Seine-Normandie. Elle est drainée par l'Algot, le Grandouet, le ruisseau du Coupe-Gorge, le fossé 01 de la Petite Ragoterie, le fossé 03 de la Petite Ragoterie, le ruisseau du Firoux, le cours d'eau 01 du Lieu de la Mare, le fossé 01 des Corbelins, le fossé 01 de Langluinière, le fossé 02 de Langluinière, le fossé 01 de la Cour Gougy, un bras 01 de la commune de Cambremer, le fossé 01 de Montaval, le cours d'eau 01 du Bais Château, le cours d'eau 01 des Mondeaux, le cours d'eau 01 du Clos du Bais et le fossé 01 de Cour au Berger,,.
L'Algot, d'une longueur de 13 km, prend sa source dans la commune de La Boissière et se jette  dans la Vie à Belle Vie en Auge, après avoir traversé sept communes. 

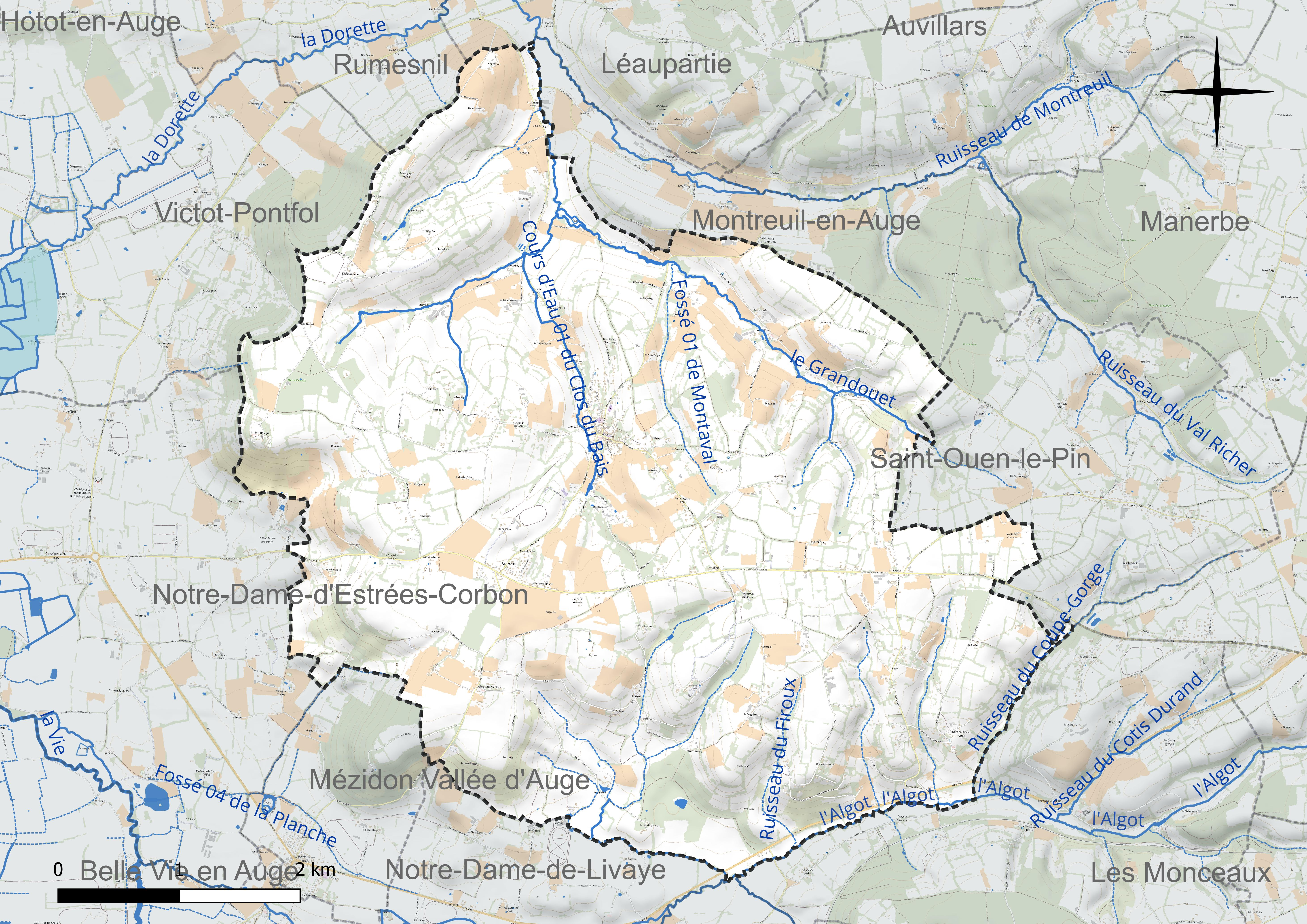
Réseau hydrographique de Cambremer.

### Climat
Pour des articles plus généraux, voir Climat de la Normandie et Climat du Calvados.
En 2010, le climat de la commune est de type climat océanique franc, selon une étude du CNRS s'appuyant sur une série de données couvrant la période 1971-2000. En 2020, Météo-France publie une typologie des climats de la France métropolitaine dans laquelle la commune est exposée à un climat océanique et est dans la région climatique Normandie (Cotentin, Orne), caractérisée par une pluviométrie relativement élevée (850 mm/a) et un été frais (15,5 °C) et venté. Parallèlement le GIEC normand, un groupe régional d'experts sur le climat, différencie quant à lui, dans une étude de 2020, trois grands types de climats pour la région Normandie, nuancés à une échelle plus fine par les facteurs géographiques locaux. La commune est, selon ce zonage, exposée à un « climat contrasté des collines », correspondant au pays d'Auge, Lieuvin et Roumois, moins directement soumis aux flux océaniques et connaissant toutefois des précipitations assez marquées en raison des reliefs collinaires qui favorisent leur formation.
Pour la période 1971-2000, la température annuelle moyenne est de 10,5 °C, avec une amplitude thermique annuelle de 13 °C. Le cumul annuel moyen de précipitations est de 816 mm, avec 12,6 jours de précipitations en janvier et 8,3 jours en juillet. Pour la période 1991-2020, la température moyenne annuelle observée sur la station météorologique la plus proche, située sur la commune de Mézidon Vallée d'Auge à 12 km à vol d'oiseau, est de 11,2 °C et le cumul annuel moyen de précipitations est de 782,5 mm,. Pour l'avenir, les paramètres climatiques de la commune estimés pour 2050 selon différents scénarios d'émission de gaz à effet de serre sont consultables sur un site dédié publié par Météo-France en novembre 2022.

## Urbanisme

### Typologie
Au 1er janvier 2024, Cambremer est catégorisée commune rurale à habitat dispersé, selon la nouvelle grille communale de densité à 7 niveaux définie par l'Insee en 2022.
Elle est située hors unité urbaine. Par ailleurs la commune fait partie de l'aire d'attraction de Lisieux, dont elle est une commune de la couronne,. Cette aire, qui regroupe 57 communes, est catégorisée dans les aires de 50 000 à moins de 200 000 habitants,.

## Toponymie
Le nom de localité la forme latinisée de Cambrimaro au VIIe siècle autrement Cambrimarum en 690, Cambremer en 1035 et en 1037, Cambremerium en 1175,.
Albert Dauzat a considéré qu'il s'agissait d'un composé scandinave : kambr « dos de terrain » et mara « mare » (comprendre marr, mot masculin). Cet explication reprise plus récemment n'est pas pertinente puisque le toponyme, à moins d'une erreur de datation de la forme la plus ancienne, est bien antérieur à l'ère viking. En outre, le mot mare est toujours donné sous la forme mara dans les attestations anciennes des noms en -mare. C'est la raison pour laquelle René Lepelley considère ce toponyme comme obscur.
Le second élément -mer représente possiblement le germanique *mari « lac, étang, mare, petite étendue d'eau », ici d'origine francique ou saxonne (cf. vieil anglais meri « lac, mare », maintenant dans des noms de lieu -mere). Il est assez commun dans le Nord de la France (voir étang de Mortemer ou lac de Longemer). Pour expliquer le premier élément, Ernest Nègre sans trop de conviction, opte pour l'anthroponyme germanique Gamaro.
Enfin, après avoir fait le point sur les diverses hypothèses, Dominique Fournier propose un étymon gallo-roman *CAM(B)ARIMARE « la mare / l'étang / le marais (?) de Camarus / Cambarus / Camarius / Cambarius », ces derniers représentant des noms d'hommes gallo-romains, d'origine tantôt latine, tantôt gauloise, et entre lesquels il n'est pas possible de décider (les plus anciennes attestations n'étant pas assez claires).

## Histoire

### Moyen Âge
Depuis le VIe siècle Cambremer, situé à l'intérieur du diocèse de Lisieux, constituait une exemption du diocèse de Bayeux.

### Époque contemporaine
En 1972, la commune de Grandouet, dans le canton de Cambremer, ainsi que celles de Saint-Aubin-sur-Algot et Saint-Pair-du-Mont, dans le canton de Mézidon-Canon, sont incorporées à Cambremer dans le cadre d'une fusion-association.
Le 1er janvier 2019, Saint-Laurent-du-Mont intègre la commune créée sous le régime juridique des communes nouvelles instauré par la loi no 2010-1563 du 16 décembre 2010 de réforme des collectivités territoriales. Il n'est pas institué de communes déléguées et, l'ancienne commune de Cambremer étant le chef-lieu de la commune nouvelle, la commune de Saint-Laurent-du-Mont est absorbée par Cambremer.

## Politique et administration
| Période                                  | Période   | Identité           | Étiquette | Qualité   |
| ---------------------------------------- | --------- | ------------------ | --------- | --------- |
| v. 1850                                  | ?         | M Thiron           |           |           |
|                                          |           |                    |           |           |
| 1999                                     | mars 2008 | Michel Guillot     | DVD       |           |
| mars 2008                                |           | Christian Bosshard |           | Ingénieur |
| mars 2014                                | mai 2020  | Annick Sevestre    |           |           |
| mai 2020                                 | En cours  | Sylvie Feremans    |           |           |
| Les données manquantes sont à compléter. |           |                    |           |           |

| Période                                  | Période  | Identité          | Étiquette | Qualité |
| ---------------------------------------- | -------- | ----------------- | --------- | ------- |
| avant 2002                               | ?        | Rosine Barabe     | DVD       |         |
| 2008                                     | en cours | Jean Luc Quemener | DVG       |         |
| Les données manquantes sont à compléter. |          |                   |           |         |

## Population et société

### Démographie
L'évolution du nombre d'habitants est connue à travers les recensements de la population effectués dans la commune depuis 1793. Pour les communes de moins de 10 000 habitants, une enquête de recensement portant sur toute la population est réalisée tous les cinq ans, les populations de référence des années intermédiaires étant quant à elles estimées par interpolation ou extrapolation. Pour la commune, le premier recensement exhaustif entrant dans le cadre du nouveau dispositif a été réalisé en 2005.

En 2022, la commune comptait 1 307 habitants, en évolution de +12 % par rapport à 2016 (Calvados : +1,58 %, France hors Mayotte : +2,11 %).
| 1793  | 1800  | 1806  | 1821  | 1831  | 1836  | 1841  | 1846  | 1851  |
| ----- | ----- | ----- | ----- | ----- | ----- | ----- | ----- | ----- |
| 1 094 | 1 200 | 1 334 | 1 181 | 1 252 | 1 323 | 1 248 | 1 225 | 1 226 |

| 1856  | 1861  | 1866  | 1872  | 1876  | 1881 | 1886 | 1891  | 1896 |
| ----- | ----- | ----- | ----- | ----- | ---- | ---- | ----- | ---- |
| 1 159 | 1 139 | 1 123 | 1 004 | 1 000 | 980  | 947  | 1 008 | 949  |

| 1901 | 1906 | 1911 | 1921 | 1926 | 1931 | 1936 | 1946 | 1954 |
| ---- | ---- | ---- | ---- | ---- | ---- | ---- | ---- | ---- |
| 938  | 894  | 891  | 813  | 791  | 814  | 819  | 819  | 812  |

| 1962 | 1968 | 1975 | 1982 | 1990  | 1999  | 2005  | 2006  | 2010  |
| ---- | ---- | ---- | ---- | ----- | ----- | ----- | ----- | ----- |
| 842  | 766  | 936  | 915  | 1 006 | 1 092 | 1 096 | 1 098 | 1 114 |

| 2015  | 2020  | 2022  | - | - | - | - | - | - |
| ----- | ----- | ----- | - | - | - | - | - | - |
| 1 166 | 1 322 | 1 307 | - | - | - | - | - | - |

### Manifestations culturelles et festivités

#### Le Festival des produits d'AOC de Normandie
Le Festival des produits d'appellation d'origine contrôlée de Normandie a lieu chaque année sur deux jours, fin avril/début mai. Il s'agit d'un rassemblement des producteurs régionaux de produits AOC avec dégustation de produits (calvados, cidre, fromages, pains bio, poiré, pommeau, saucissons, etc.).

#### La fête Saint-Denis
La fête Saint-Denis a lieu chaque année, le deuxième week-end du mois d'octobre. Durant deux jours, le village accueille la dernière épreuve de la coupe de Normandie, qualificative pour la coupe de France des « caisses à savons » (voitures à pédales dévalant les côtes). Autour de la course sont organisées plusieurs manifestations : fête foraine, retraite au flambeau, brocante, feu d'artifice, soirée loto…

## Économie
La commune de Cambremer est au cœur d'un territoire essentiellement agricole. La production laitière, l'exploitation des vergers et la production cidricole traditionnelle — cidres AOC, pommeau de Normandie AOC et calvados AOC — sont prépondérantes dans l'économie du territoire. La commune accueille chaque année début mai le concours des producteurs du Cru de Cambremer. Ce concours distingue les meilleures productions cidricoles régionales à travers un palmarès reconnu par le secteur professionnel. Début mai, la commune accueille le festival des AOC de Cambremer.
La commune est implantée sur la route du cidre, dans un cadre de bocage traditionnel. Elle accueille une activité touristique importante en saison estivale avec de nombreuses chambres d'hôtes jouxtant des lieux de visite et de randonnée. Le bourg du village compte quelques commerces dont une épicerie fine spécialisée dans la vente de produits du terroir normand. L'été, tous les dimanches matin, un marché à l'ancienne permet la vente de la production locale fermière et artisanale.

## Culture locale et patrimoine

### Lieux et monuments
- Église Saint-Denis de Cambremer des XIe – XIIe siècles, dont le clocher est classé au titre des monuments historiques par arrêté du 23 avril 1921[47].
- Église Saint-Germain-et-Saint-Sébastien de Grandouet, inscrite en totalité au titre des monuments historiques par arrêté du 9 novembre 1977[48].
- Église Saint-Paterne de Saint-Pair-du-Mont.
- Église Saint-Aubin, à Saint-Aubin-sur-Algot, riche d'un mobilier recensé au titre patrimonial, notamment ses tableaux[49].
- Manoir du Montargis, dont les façades et les toitures du manoir prioral et des communs, ainsi que la chapelle dédiée à sainte Anne, sont inscrites au titre des monuments historiques par arrêté du 17 octobre 1977[50].
- Manoir du Bais, dont les douves, la poterne avec son pont, le corps du bâtiment des communs attenant (façades et toitures), l'ancien colombier et l'ancien pressoir (façades et toitures), ainsi que le salon du logis avec son papier peint hollandais, sont classés au titre des monuments historiques depuis le 13 juin 2001[51].
- Manoir de Cantepie.
- Vestiges d'une motte féodale à Grandouet[52].
- Les jardins du pays d'Auge, parc floral agrémenté de bâtiments anciens (étable, oratoire, maisons à pans de bois…).
- Le monument aux morts, conçu par l'architecte Eugène Petit[Note 5], est en partie de style Art nouveau. La stèle, où figurent les noms des victimes, se prolongent par deux ailes en quart de cercle. La stèle est surmontée d'un calvaire[53].

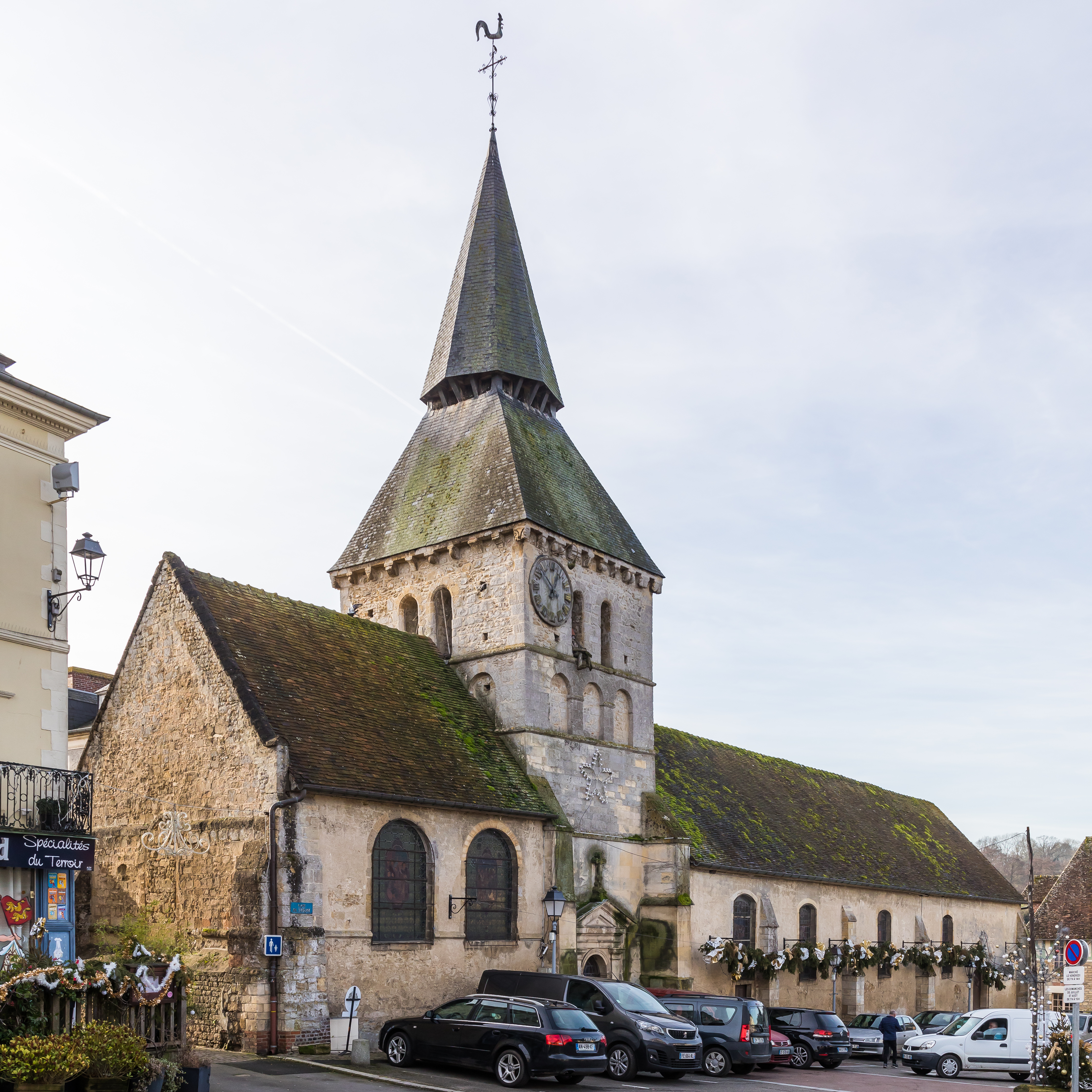
L'église Saint-Denis.
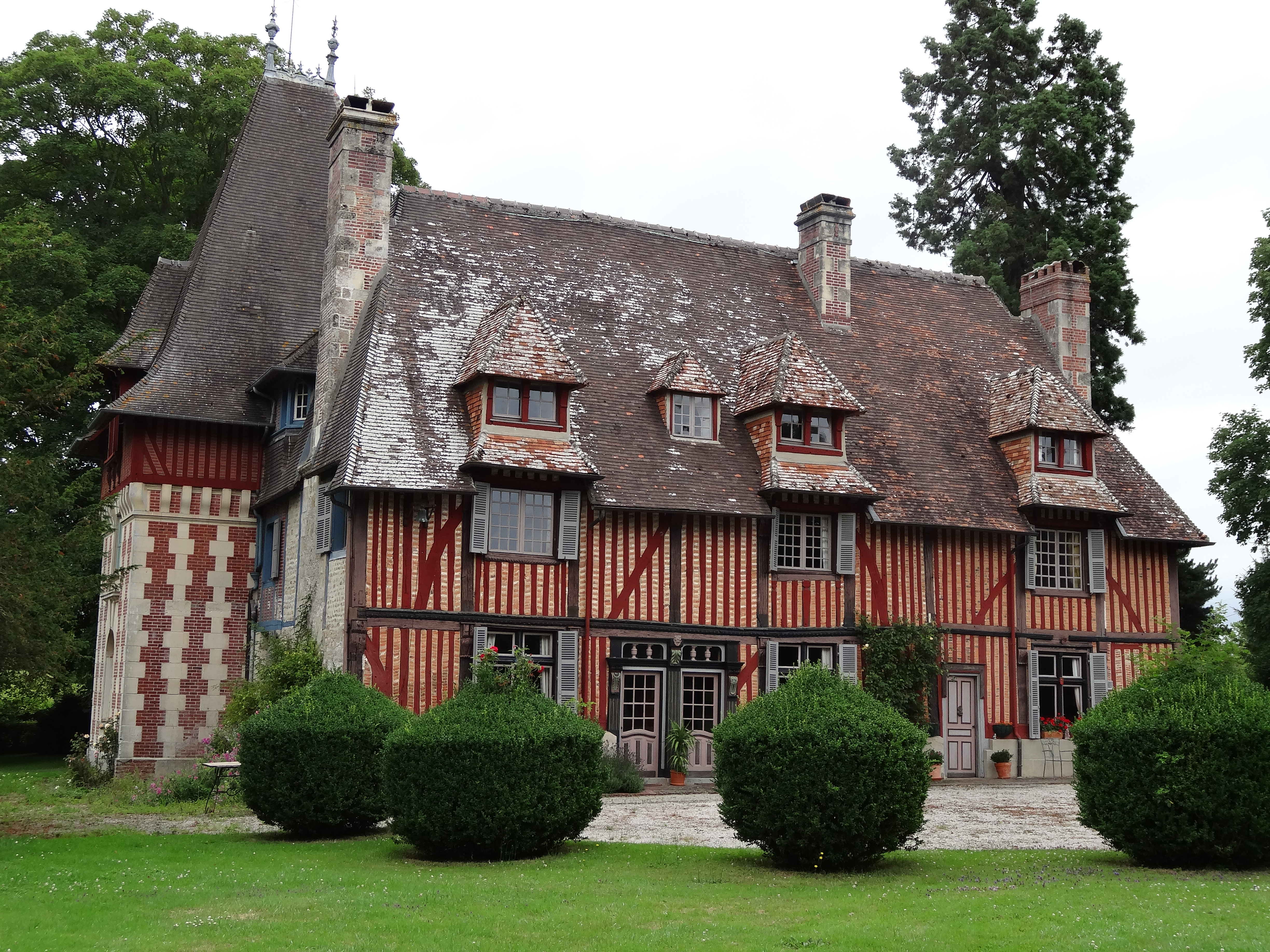
Le manoir de Cantepie.
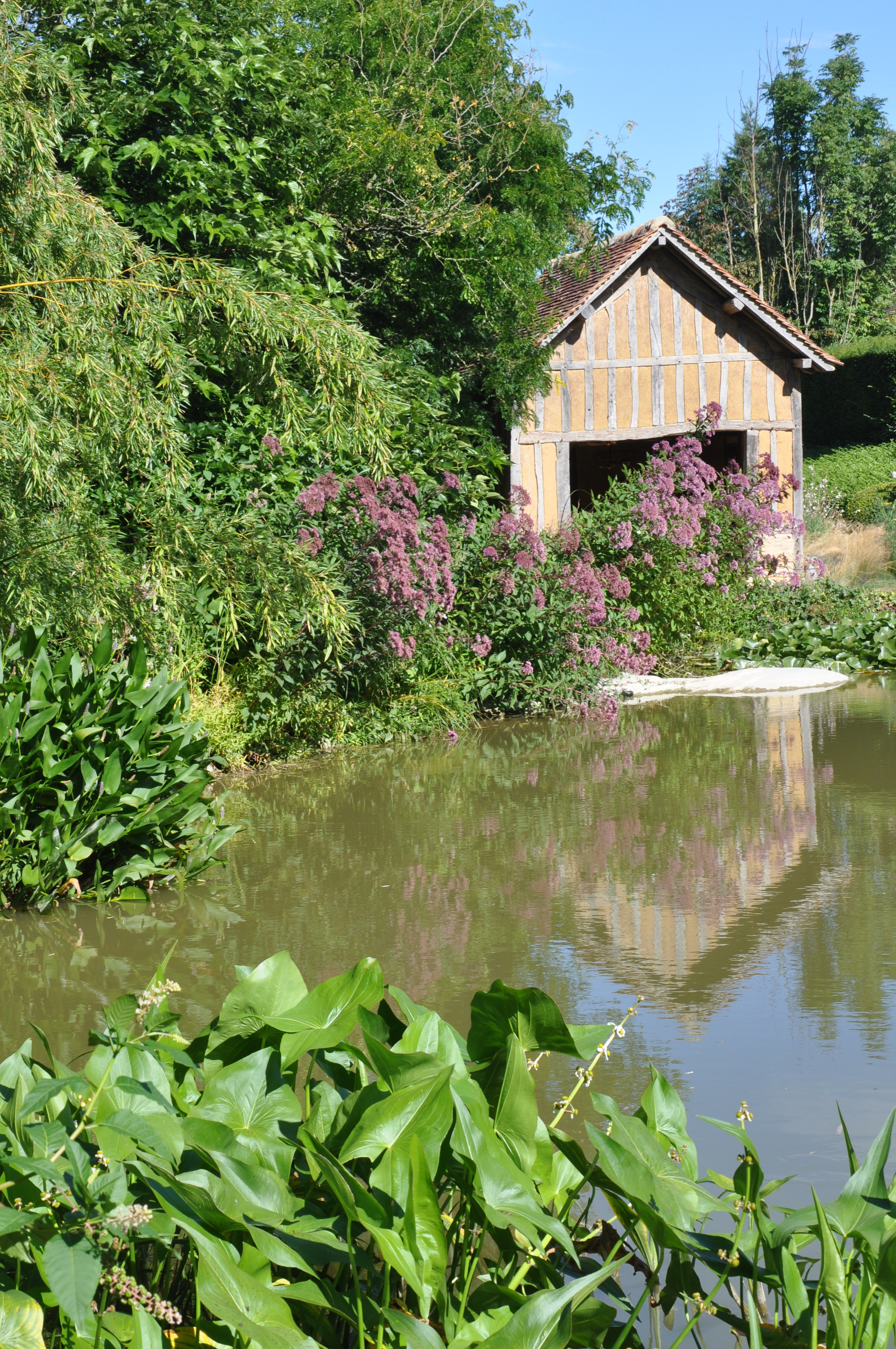
Les jardins du pays d'Auge.
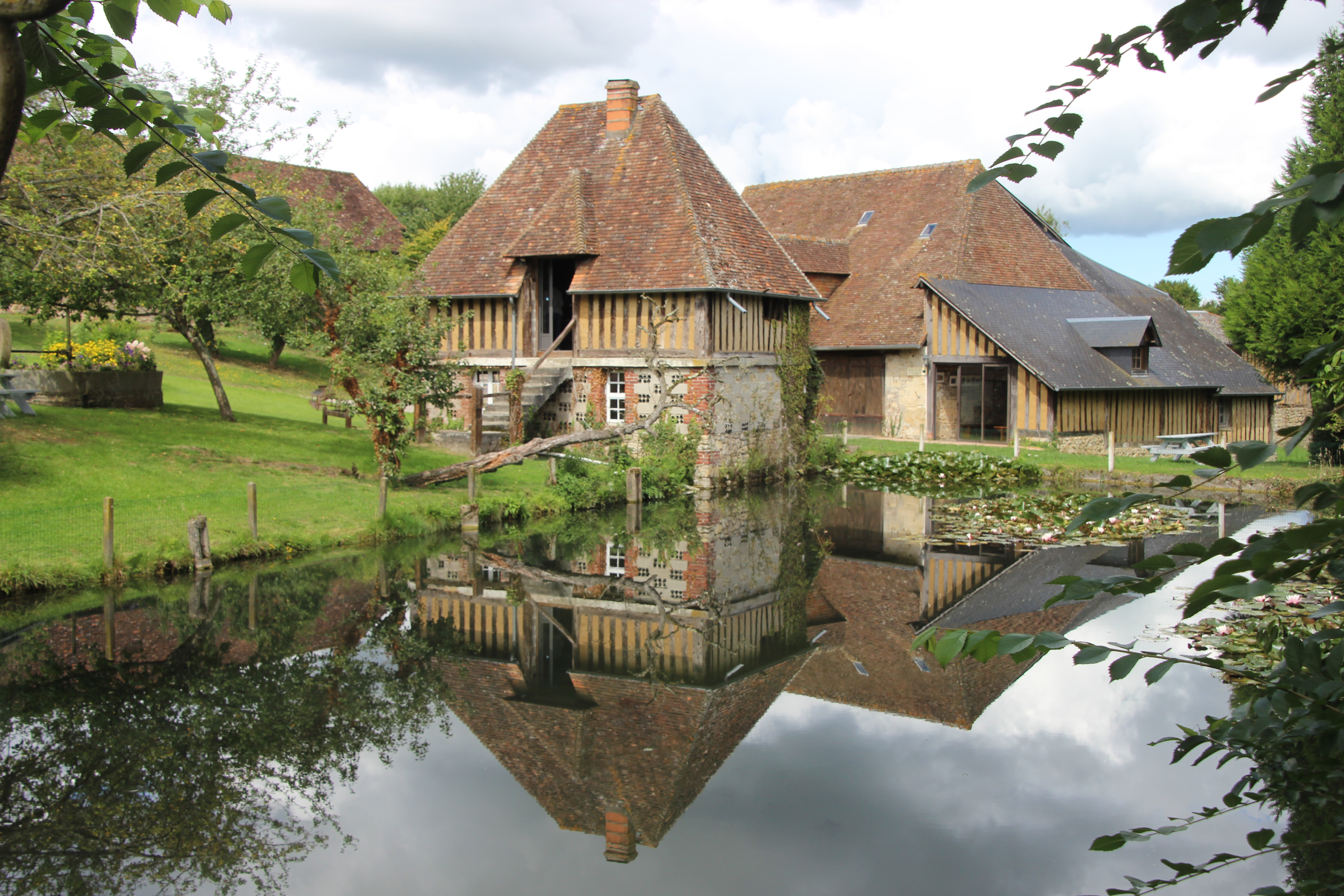
Le manoir de Grandouet.
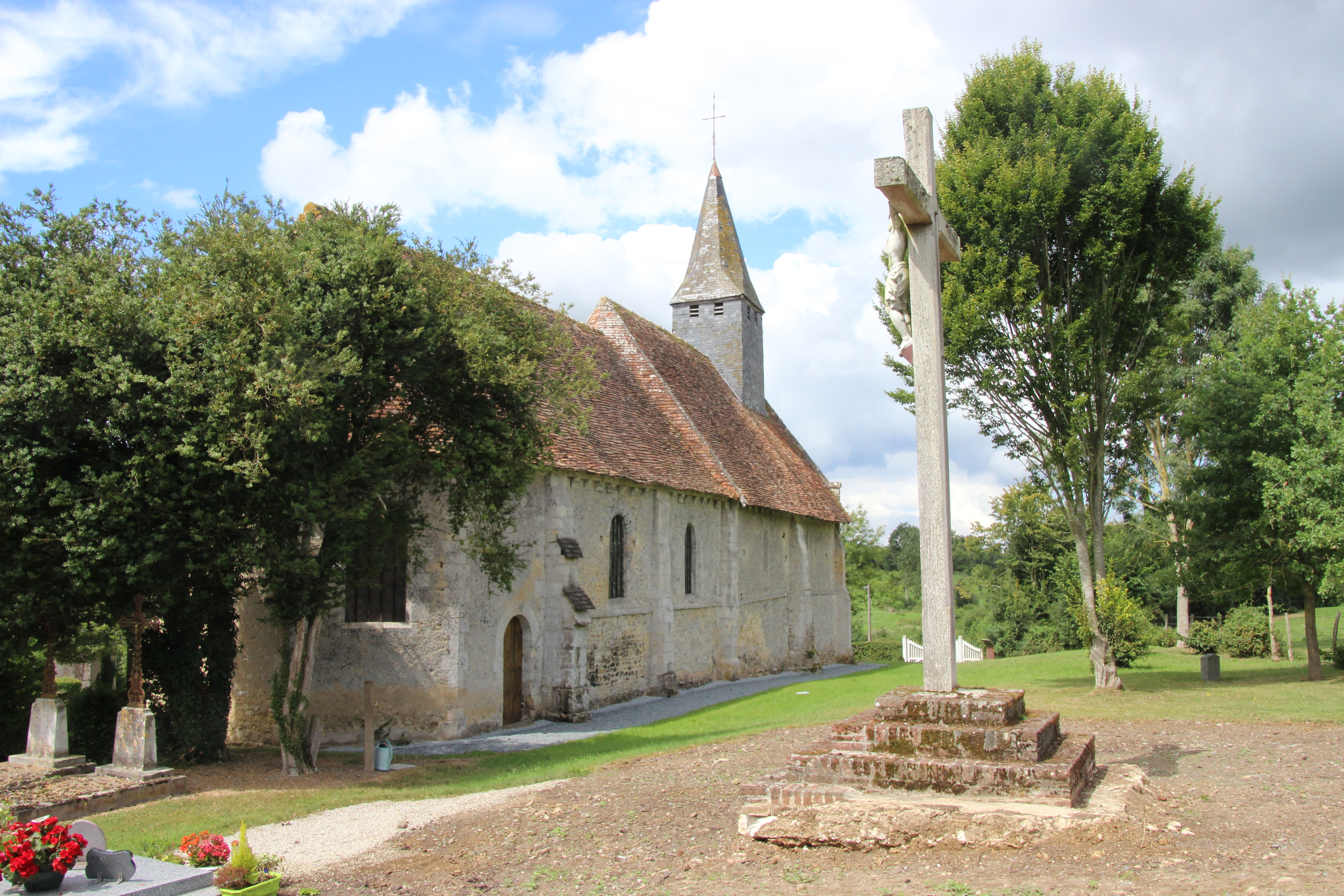
L'église Saint-Germain de Grandouet.

### Patrimoine culturel
Proust a repris ce nom pour le donner à des personnages de À la recherche du temps perdu, citons par exemple ce petit dialogue cruellement humoristique :
« Enfin ces Cambremer ont un nom bien étonnant. Il finit juste à temps, mais il finit mal ! dit-elle en riant.
— Il ne commence pas mieux, répondit Swann.
— En effet cette double abréviation !...
— C'est quelqu'un de très en colère et de très convenable qui n'a pas osé aller jusqu'au bout du premier mot.
— Mais puisqu'il ne devait pas pouvoir s'empêcher de commencer le second, il aurait mieux fait d'achever le premier pour en finir une bonne fois. »

### Personnalités liées à la commune
- Antoine Veil (1926-2013) et Simone Veil (1927-2017) possédaient « Le Champ Sombre »[55], une propriété acquise en 1965 sur la commune[56] et qui a été vendue en 2014[57].
- Louis Dubois du Bais (Cambremer, 1743 - 1834), homme politique.
- Richard Prentout (Cambremer, 1889 - 1976), homme politique, député du Calvados de 1932 à 1936.

### Héraldique
| Armes de Cambremer | Les armes de la commune de Cambremer se blasonnent ainsi : De gueules à l'aigle bicéphale éployée d'or. |